# مارتن سميث (ناشط)
مارتن سميث (بالإنجليزية: Martin James Smith)‏ هو ناشط بريطاني، ولد في 1 أكتوبر 1963.